# Vlag van Maarssen

Vlag van de gemeente Maarssen (1961-2011)

De vlag van Maarssen is op 17 februari 1961 bij raadsbesluit vastgesteld als de gemeentevlag van de Utrechtse gemeente Maarssen. De vlag kan als volgt worden beschreven:
Drie evenhoge banen van waarvan de eerste en derde rood zijn en de middelste gegolfd is en in drie evenhoge banen van blauw en geel is verdeeld.
De kleuren van de vlag zijn ontleend aan het gemeentewapen. De golvende baan stelt de Vecht voor, die door de gemeente stroomt.
Op 1 januari 2011 is Maarssen opgegaan in de gemeente Stichtse Vecht. De vlag is daardoor als gemeentevlag komen te vervallen.

## Verwante afbeelding

Het wapen van Maarssen

Amerongen 
· Benschop 
· Breukelen 
· Doorn 
· Driebergen-Rijsenburg 
· Harmelen 
· Jutphaas 
· Kamerik 
· Kockengen 
· Leersum 
· Linschoten 
· Loenen 
· Loosdrecht 
· Maarn 
· Maarssen 
· Maartensdijk 
· Mijdrecht 
· Polsbroek 
· Snelrewaard 
· Stoutenburg 
· Vianen 
· Vinkeveen en Waverveen 
· Vleuten-De Meern 
· Vreeswijk 
· Wilnis 
· Zegveld 
· Zuilen